# 北田寛二
北田寛二（きただ かんじ、？ - 2008年）は、日本の経済学者。労働者教育協会副会長、北海道労働者学習協議会会長などを歴任。とくに北海道の炭鉱地域での労働者教育で活動。マルクス主義の立場に立つ賃金論や合理化論を中心に多くの著作を持ち、また労働者教育協会編集の『学習の友』にも執筆している。第14回参議院選挙（1986年）、第15回参議院選挙（1989年）に、日本共産党の比例代表候補として立候補したが落選。
北田氏の活動歴は、片岡克己「北田寛二さんをしのんで」（『北海道経済』498号、2008年、所収）に詳しい。

## 著書
「資本主義経済のしくみ」（日本青年出版社、1966年）
「やさしい賃金論」（新日本出版社、1966年）
「労働者の学習」（労働旬報社、1967年）
「賃金論入門」（新日本出版社、1975年）
「日本の未来と安保」（共著、学習の友社、1975年）
「社会主義協会向坂派と労働組合」（編著、学習の友社、1982年）
「賃金闘争のための賃金論」（学習の友社、1983年）
「危機の時代と労働運動」（新日本出版社、1984年）
「『賃労働と資本』『賃金・価格・利潤』の学習」（新日本出版社、1984年）
「金融自由化と私たち」（共著、学習の友社、1985年）